# Instituto Juan Andrés de Comparatística y Globalización

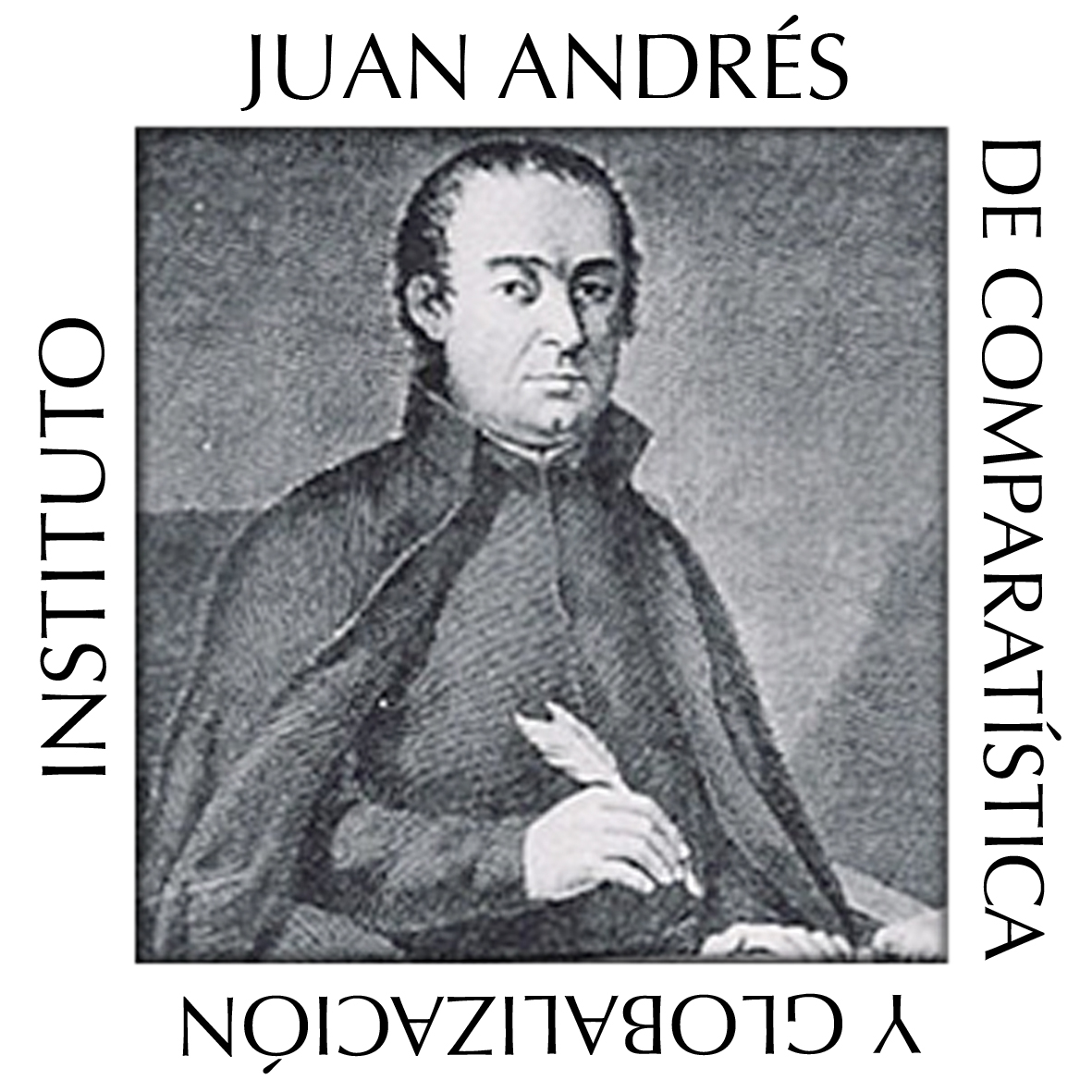

L'Instituto Juan Andrés de Comparatística y Globalización è un'entità culturale spagnola composta da più di cinquanta collaboratori scientifici da tutto il mondo, dedicata ad attività di ricerca umanistica generalmente ascritte al campo disciplinare delle Scienze Umane e della Storia delle Idee. Il portale Web Biblioteca humanismoeuropa.org è la sede elettronica dell'Istituto, il quale si costituisce anche tradizionalmente come casa editrice umanistica con sede a Madrid e ad Alicante.

## Denominazione
Prende il suo nome dall'ideatore della Storia Universale e comparata delle Lettere e delle Scienze, Juan Andrés, così come dal concetto metodologico (comparativismo) che definisce la sua opera e dal termine (Globalizzazione) della sua rinnovata proiezione nel XXI secolo. Juan Andrés, gesuita spagnolo espulso in Italia, scrisse le sue opere principali originalmente in italiano. Residette durante vent'anni a Mantova, partecipando attivamente all'Accademia della città. L'ultima tappa della sua vita la trascorse a Napoli, in qualità di prefetto dell'allora Real Biblioteca borbonica.

## Concetto e Organismo
L'Istituto Juan Andrés nasce nel 2016 vincolato al Gruppo di Ricerca Humanismo-Europa con due propositi: (1) la pianificazione delle attività culturali relazionate con il bicentenario della morte di Juan Andrés (1740–1817), grazie anche a un Progetto di Ricerca che prevede la pubblicazione e restituzione della sua opera; e (2) l'organizzazione di una Biblioteca Digitale, una Rivista e una casa editrice scientifico-umanistica, tutto ciò come programma di ricostruzione ed ideazione culturale significativo per la nostra epoca di globalizzazione e digitalizzazione.

## Biblioteca digitale
"Biblioteca humanismoeuropa.org" è una biblioteca digitale in senso lato, poiché integra una Rivista critica oltre ad altri elementi complementari. Si tratta di una Biblioteca fondata su un concetto intellettuale e scientifico (Umanismo Universale), non meramente cumulativo. Una delle missioni della Biblioteca è quella di ricostruire la Scuola Universalista Spagnola del XVIII secolo e la comparatistica come articolazione di contenuti necessari per la teoria e la pratica della Globalizzazione, basicamente sprovvista di fondamento umanistico.

## Biblioteca
La Biblioteca è composta da tre macro-sezioni:
- Umanismo Universale[8]
- Asia-Filippinismo-Americanismo[9]
- Scuola Universalista Spagnola[10]

## Rivista "Metodologías Humanísticas"
La Revista "Metodologías Humanísticas en la Era Digital", preceduta da una Blog EUE, è una pubblicazione semestrale (gennaio / luglio). Consta di un Consiglio di assessori scientifici e di un Comitato editoriale proprio della istituzione. È articolata in tre sezioni: Articoli, Interviste, Commenti e recensioni.

## Casa editrice scientifico-umanistica
La collezione principale che conformano le pubblicazioni scientifico-umanistiche in formato cartaceo dell'Istituto Juan Andrés è "Institutio", composta da due serie: Maior e Minor, attualmente in produzione. Esistono anche altre due serie tuttora in progetto: Instrumenta e Literaria.